# Amedeo Bagnis
Amedeo Bagnis (Casale Monferrato, 11 novembre 1999) è uno skeletonista italiano.

## Biografia

### Infanzia e debutto nell'agonismo
Nato a Casale Monferrato l'11 novembre 1999 e residente a Tricerro, Amedeo Bagnis si è da subito avvicinato allo sport. 
All'età di 8 anni ha iniziato a praticare ginnastica artistica, fino ad arrivare a disputare gare di livello nazionale. 
Successivamente; all'età di 14 anni ha iniziato a praticare atletica leggera come velocista, correndo principalmente i 400 metri e ottenendo risultati anche nella staffetta 4x400.
Nel 2017 consegue il diploma di perito agrario, presso l’Istituto Galileo Ferraris di Vercelli.
Nel 2018, grazie alle conoscenze del suo allenatore di atletica (Corrado Zennaro), Amedeo viene chiamato dalla squadra nazionale di skeleton per testare le sue abilità in questo sport.
A settembre dello stesso anno, a Cortina d'Ampezzo, ha disputato i suoi primi campionati di spinta (su pista di tartan) aggiudicandosi il gradino più alto del podio.
In seguito, durante la stagione ha disputato alcune gare nel circuito di Coppa Europa.
A febbraio dell'anno successivo ha esordito ai mondiali juniores, qualificandosi 18º, nello stesso mese ha concorso per il titolo italiano (questa volta su una vera e propria pista di ghiaccio), ottenendo il primo posto come atleta assoluto - atleta junior e migliore spinta (titoli che detiene tuttora, riconfermandoli ogni anno).
Stagione 2019-2020
Arrivati a questo punto il suo talento era riconosciuto da tutti, così durante la stagione i tecnici e gli allenatori hanno deciso di farlo gareggiare in più gare all'interno del circuito di Coppa Europa.
A dicembre del 2019 Amedeo ha vinto la sua prima gara di Coppa Europa disputata a Königsee (Germania), nello stesso anno ha totalizzato 4 vittorie nello stesso circuito.
Il mese successivo prende parte alla sua prima gara in Coppa del Mondo qualificandosi 11º.
Nel mese di Febbraio, Amedeo, fa il suo esordio ai Mondiali assoluti, conquistando un 14º posto tra i big e veterani di questo sport.
Stagione 2020-2021
A Gennaio ha ottenuto un 4º posto, a un passo dal podio, durante i mondiali juniores tenutisi a Sankt Moritz.
Il mese successivo si aggiudica un 8º posto ai mondiali assoluti individuali e un 8º posto nella gara a squadre (insieme a Valentina Margaglio) e una medaglia d'argento agli Europei Juniores.
Il 22 giugno Amedeo diventa un vero e proprio atleta professionista entrando a far parte del Centro Sportivo Esercito.
Stagione 2021-2022
A Gennaio Amedeo conquista la sua prima medaglia di rilievo ad alto livello, bronzo ai mondiali juniores tenutisi a Innsbruck.
Durante questa stagione prende parte ai suoi primi Giochi Olimpici conquistando un 11º posto strepitoso, miglior risultato azzurro dal rientro dello skeleton nel programma olimpico (Salt Lake 2002).
Stagione 2022-2023
Questa stagione inizia con due belle novità per la Nazionale italiana di skeleton. In vista del quadriennio che porta alle Olimpiadi di Milano-Cortina 2026 la Nazionale ha acquistato due nuovi tecnici Wilfred Schneider e Thomas Platzer per apportare delle novità nei materiali, nel set-up, nella tecnica e nella preparazione dei materiali.
Alla prima uscita in Coppa del Mondo Amedeo si aggiudica un 8º posto a Winterberg. Sempre su questa pista si piazza al 5º posto durante i Junior World Championship.
Doppietta d'oro per l'atleta, in Lettonia, a Sigulda in Coppa Europa.
Ori che fanno arrivare Amedeo in giusta forma fisica e mentale la settimana dopo a Sankt Moritz ai Mondiali Assoluti, dove si aggiudica una storica medaglia d'argento.
Era dai tempi di Nino Bibbia (oro alle olimpiadi di St. Moritz 1948) che nessun italiano aveva raggiunto un risultato individuale così importante in una competizione di questo tipo.
Chiude la stagione con il 5' Oro consecutivo ai campionati Italiani.

### Stagione 2023-2024
La stagione comincia con un 13º e due 6º posti, successivamente sul budello di St. Moritz, che nella stagione precedente gli aveva regalato l'argento mondiale, conquista la prima storica affermazione italiana nella Coppa del Mondo di skeleton (nonché suo primo podio). Poche ore dopo bissa il successo con la vittoria nella prova a squadre, a fianco di Valentina Margaglio.

## Palmarès

### Mondiali
- 1 medaglia:
  - 1 argento (singolo a Sankt Moritz 2023)

### Mondiali juniores
- 1 medaglia:
  - 1 bronzo (singolo a Innsbruck 2022)

### Coppa del Mondo
- Miglior piazzamento in classifica generale nel singolo: 15º nel 2021/2022.
- 4 podi (3 individuali, 1 a squadre).
  - 2 vittorie (1 individuale, 1 a squadre).
  - 2 terzi posti

Coppa del Mondo - vittorie
| Data            | Località  | Paese    | Specialità                             |
| --------------- | --------- | -------- | -------------------------------------- |
| 12 gennaio 2024 | St Moritz | Svizzera | Singolo                                |
| 12 gennaio 2024 | St Moritz | Svizzera | Gara a squadre con Valentina Margaglio |